# سلام‌آباد بالا
سلام‌آباد بالا (به لاتین: Yuxarı Salamabad) منطقه‌ای مسکونی در جمهوری آذربایجان است که در شهرستان یولاخ واقع شده‌است.